# 朝右王
朝右王（あさすけおう、生没年不詳）は、平安時代前期の皇族。官位は従四位下・美作守。

## 経歴
系譜は明らかでないが、桓武天皇から仁明天皇までのいずれかの天皇の孫と考えられる。
清和朝の貞観6年（864年）桓武天皇の孫の忠範王とともに、二世王の蔭位により无位から従四位下に直叙され、貞観8年（866年）従四位上に昇叙される（この時の官職は散位）。貞観11年（869年）正月に美作守に任ぜられるが、父母の喪に服して一旦辞職したらしく、翌貞観12年（870年）正月に美作守に再任されている。

## 官歴
『日本三代実録』による。
- 貞観6年（864年） 正月7日：従四位下（直叙）
- 貞観8年（866年） 正月7日：従四位上
- 貞観11年（869年） 正月13日：美作守
- 貞観12年（870年） 正月25日：美作守